# Tordácato I da Bósnia
Estêvão Tordácato ou Tvtko I (Servo-croata; Stjepan / Stefan Tvrtko , Стефан / Стјепан Твртко; c.1338 – 10 de março de 1391) foi o primeiro rei da Bósnia, sendo oriundo da Casa de Kotromanić. 

## Biografia
Nascido em 1338 na Bósnia, foi filho de Vladislau e Helena Subic. Sucedeu seu tio Estêvão II como bano da Bósnia em 1367. Conseguiu a independência da Bósnia em 1377 e se tornou o primeiro rei, agora sem a vassalagem ao Reino da Hungria. Ele obtinha apoio do Império Búlgaro já que era casado com Dorotéia, filha de João Escracimir, czar de Vidim.
Em seus primeiros anos de reinado de Tordácato, houve uma expansão territorial da Bósnia e a liberdade religiosa para ortodoxos e tradicionalistas foi mantida. O rei conseguiu alianças com a Igreja Católica, mesmo sem o reconhecimento do Reino da Hungria como estado soberano. Ele chegou a anexar cidades na fronteira norte do decadente Império Sérvio.
Tordácato I faleceu em 1391 e foi sucedido por David.